# Polycarpa tinctor
Polycarpa tinctor är en sjöpungsart som först beskrevs av Jean René Constant Quoy och Joseph Paul Gaimard 1834.  Polycarpa tinctor ingår i släktet Polycarpa och familjen Styelidae. Inga underarter finns listade i Catalogue of Life.